# Centro Nacional de Pesquisa e Conservação de Mamíferos Carnívoros
O Centro Nacional de Pesquisas e Conservação de Mamíferos Carnívoros (CENAP) é um centro especializado em pesquisa da fauna brasileira, cujo objetivo é a pesquisa científica voltada para a conservação dos mamíferos carnívoros.
Integra a estrutura organizacional do Instituto Chico Mendes de Conservação da Biodiversidade (ICMBio), autarquia federal criada em 2007 por meio da Lei 10.516/07, de 28 de agosto de 2007, com o objetivo de fazer a gestão das unidades de conservação federais e centros de pesquisa de fauna.
Inicialmente era chamado Centro Nacional de Pesquisas para a Conservação dos Predadores Naturais. Posteriormente, a Portaria nº 78/2009-ICMBio, de 3 de setembro de 2009, publicada no Diário Oficial da União de 4 de setembro de 2009, deu-lhe a denominação atual, mantendo a sigla CENAP.
O CENAP está localizado em Atibaia (São Paulo).